# オリヂナル
オリヂナル株式会社は、東京都江東区毛利に本社を置く、ハンドクリームを中心とする化粧品、医薬部外品の製造・販売をおこなう企業である。
ハンドクリーム「ももの花」の発売元であると共に、口中香剤「カオール」など息の長いロングセラー製品を多数持つ。また日本初の香水「オリヂナル香水」を発売したことでもその名を知られる。

## 概要
元々は江戸時代後期より、東京・日本橋にて香油を販売していた井筒屋香油店を前身とする。しかし諸般の関係から、井筒屋香油店は1887年（明治20年）頃に閉店を余儀なくされる。後に井筒屋香油店に在籍していた安藤福太郎が1894年（明治27年）に同社の前身となる、安藤井筒堂を日本橋水天宮に設立すると共に、「象印歯磨」や「象印石鹸」を発売。新聞への積極的な広告展開が功を奏して、知名度を高めると、1899年（明治32年）には、口中香錠「カオール」を発売する。
「カオール」は新聞広告を利用した巧みな宣伝力で、高い売れ行きを上げると共に、森下博薬房（現在の森下仁丹）から発売された「仁丹」と並ぶ口中清涼剤の二大ブランドとして知名度を確立させ、戦前までその知名度を維持するに至る。その後同社は株式会社に改組するが、1926年（昭和元年）に創業者の安藤が亡くなると、創業者である安藤一族の勢力は低下し、かわって安藤の片腕として、同社を支えてきた藤井庄右衛門が1951年（昭和26年）に社長の座に就くと、社名から「安藤」を排除、社名をオリヂナル薬粧と改める。
1953年（昭和28年）にはハンドクリーム「ももの花」を発売。今日まで発売され続けるロングセラーとなる。1979年（昭和54年）には現社名に変更。以後は化粧品と医薬部外品の分野を中心に、現在まで経営を続けている。